# Mastodesmus zehntneri
Mastodesmus zehntneri är en mångfotingart som beskrevs av Carl 1911. Mastodesmus zehntneri ingår i släktet Mastodesmus, ordningen banddubbelfotingar, klassen dubbelfotingar, fylumet leddjur och riket djur. Inga underarter finns listade i Catalogue of Life.